# 山田隆子
山田 隆子（やまだ たかこ、1956年〈昭和31年〉2月4日 - ）は、四国放送（JRT）の元アナウンサー。

## 来歴・人物
- 徳島県鳴門市出身[1]。幼少の頃から人前でしゃべることが好きで、高校生時代から声がよく通って「居場所がわかりやすい」ことでも有名だったという[2]。
- 津田塾大学の学生時代は落語研究会に所属し、「今家あいどる」の高座名で活動した。同大学卒業後の1978年、JRTに入社した。
- 『洋盤懐メロ』という番組を担当していた頃は、ミルト・ジャクソン、ヘレン・メリルらのインタビューに直接応じたことがある[1]。2002年4月から11年間、テレビディレクターを務めた。2013年4月からアナウンサーに復帰した。2016年3月の定年退職後再雇用を経て、2024年3月までパーソナリティとして「演歌deリクエスト」を担当した。

## 過去の主な担当番組

### ラジオ
- 洋盤懐メロ[1]
- いすゞミュージックアワー[1]
- ふるさとラジオ小説
- ミュージックグラフ
- 演歌deリクエスト
- 歌のない歌謡曲[1]
- となりのラジオ (水・金曜日)

### テレビ
- すくすくすだちっ子